# ヴァシーリー・ルキーチ・ドルゴルーコフ

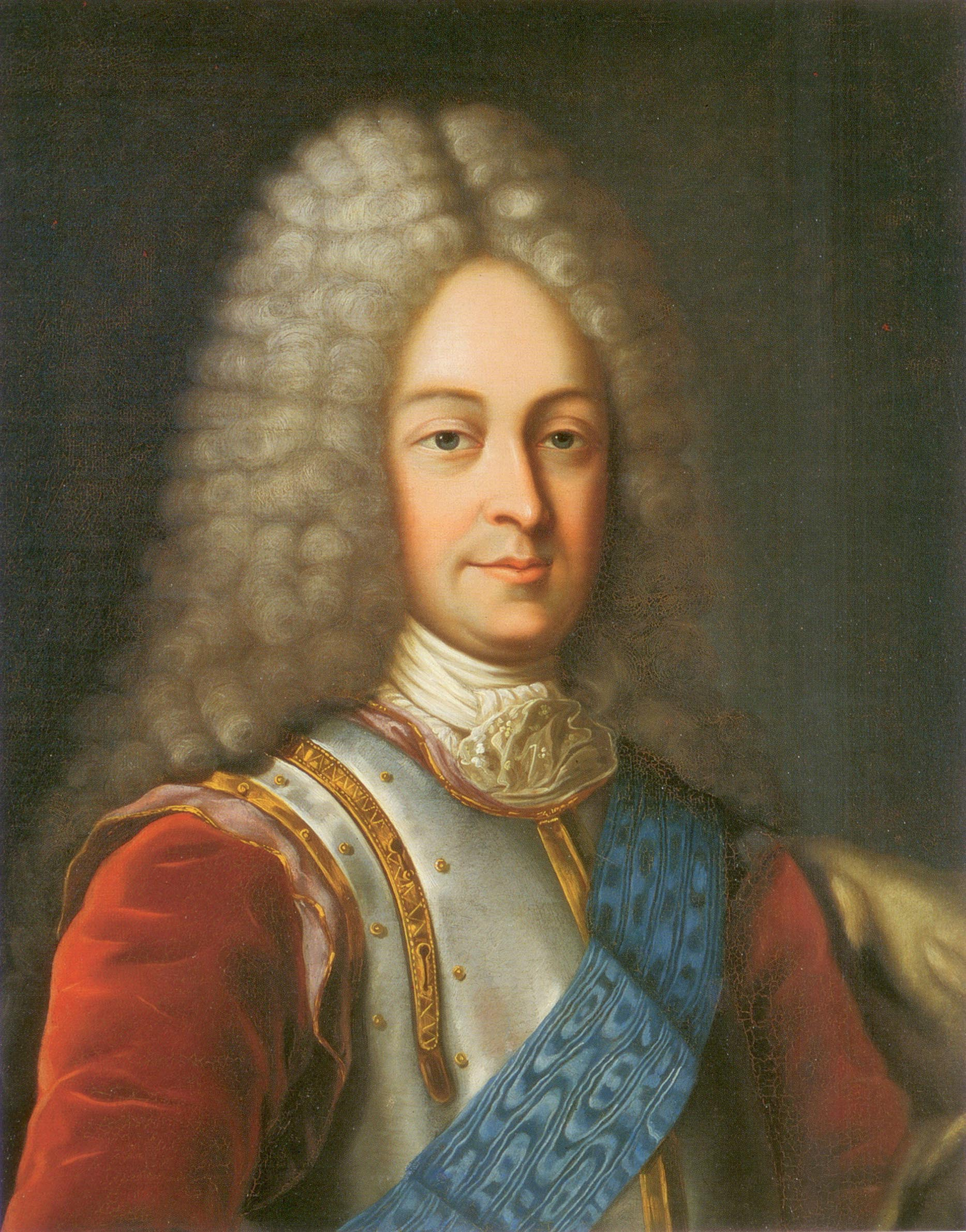
ヴァシーリー・ルキーチ・ドルゴルーコフ公の肖像

ヴァシーリー・ルキーチ・ドルゴルーコフ公（ロシア語: Князь Васи́лий Луки́ч Долгору́ков, tr. Knyaz Vasily Lukich Dolgorukov、1672年 - 1739年11月8日）は、ロシア帝国の外交官、また大臣としてピョートル2世の治世後半における最高権力者の地位にあった人物。姓はドルゴルーキーとも称する。
リューリク朝の流れをくむ名門ドルゴルーコフ家の公子であった彼は、ピョートル1世の派遣した西欧への最初の留学生団に加えられた。1687年から1700年にかけてパリに滞在していたドルゴルーコフは、主要な西欧の言語数か国語を取得し、ヴェルサイユ宮廷のうわべを重視する洗練を身につけ、またイエズス会の修道士と交流を通じて彼らの道徳観に感化されたという。
帰国した彼は外交官庁に所属し、ポーランド・リトアニア共和国への使節（1706年‐1707年）を経てコペンハーゲン駐在デンマーク公使に着任、フレデリク4世にスウェーデン王カール12世との同盟の継続をやめさせるよう説得することに成功した。1720年ドルゴルーコフはヴェルサイユに戻り、スウェーデンとの休戦交渉をフランスに頼み、またピョートル1世が名乗ろうとしていた「ロシア皇帝」の称号を同国に承認させる外交努力を尽くした。
1727年にピョートル2世が即位すると、ドルゴルーコフは最高枢密院のメンバーに選ばれた。実権を握るメーンシコフの失脚を画策してこれに成功すると、幼い皇帝を自分の従弟アレクセイの娘であるエカチェリーナと婚約させた。しかしピョートル2世はあっけなく急死したため、ドルゴルーコフはクールラント公妃アンナ・イヴァノヴナを擁立し、彼女に即位に際して君主権を制約する「条件」をのませて傀儡とすることで、最高枢密院に拠った大貴族たちの実権を保持させようとした。ところがアンナは中小貴族たちの支持を背景に「条件」を撥ねつけてしまった。
1730年4月17日、ドルゴルーコフは全ての官職と名誉を剥奪されて、邸宅も奪われてソロヴェツキー修道院に追放された。9年後、ピョートル2世の遺言状から探し出された罪によってドルゴルーコフは告発され、拷問を受けて1739年11月8日にノヴゴロドで斬首された。